# Tuan Le
Tuan Bui Le (* 15. Februar 1978 in Paris, Frankreich) ist ein professioneller US-amerikanischer Pokerspieler vietnamesischer Abstammung. Er ist zweifacher Braceletgewinner der World Series of Poker sowie dreifacher Titelträger der World Poker Tour.

## Persönliches
Als Kind zog Le nach Kansas City und später nach Los Angeles, wo er seine Hochschulreife bestand. An der California State University in Los Angeles machte er anschließend einen Abschluss als Finanzwirt. Abseits von Poker spielt er gerne Tennis und Badminton.

## Pokerkarriere

### Werdegang
Le begann mit 21 Jahren Cash Games im Hustler Casino in Los Angeles zu spielen. Im Oktober 2004 gewann er das Main Event der World Poker Tour (WPT) in Mashantucket, was ihm eine Siegprämie von mehr als 1,5 Millionen US-Dollar einbrachte. Mitte April 2005 setzte sich Le auch bei der World Poker Tour Championship im Hotel Bellagio am Las Vegas Strip durch und sicherte sich seinen zweiten WPT-Titel sowie den Hauptpreis von über 2,8 Millionen US-Dollar. Seinen dritten Titel der WPT erspielte er sich Ende Mai 2005 bei einem Einladungsturnier namens Battle of Champions. Ende Juni 2006 war er erstmals bei der World Series of Poker (WSOP) im Rio All-Suite Hotel and Casino am Las Vegas Strip erfolgreich und kam bei einem Turnier der Variante No Limit Hold’em in die Geldränge. Bei der WSOP 2014 gewann Le ein Event in Limit 2-7 Triple Draw und erhielt ein Bracelet sowie eine Siegprämie von mehr als 350.000 US-Dollar. Anfang Juni 2015 siegte er auch bei der 2-7 Triple Draw Lowball Championship der WSOP 2015 und sicherte sich über 320.000 US-Dollar sowie sein zweites Bracelet.
Insgesamt hat sich Le mit Poker bei Live-Turnieren über 5,5 Millionen US-Dollar erspielt. Er bezeichnete Barry Greenstein als seinen Mentor, da er durch dessen Buch Ace on the River sehr viel über Poker gelernt habe.

### Braceletübersicht
Le kam bei der WSOP 21-mal ins Geld und gewann zwei Bracelets:
| Jahr | Buy-in (in $) | Turnier                                    | Teilnehmer | Preisgeld (in $) |
| ---- | ------------- | ------------------------------------------ | ---------- | ---------------- |
| 2014 | 10.000        | Limit 2-7 Triple Draw Lowball              | 120        | 355.324          |
| 2015 | 10.000        | Limit 2-7 Triple Draw Lowball Championship | 109        | 322.756          |